# 歴青

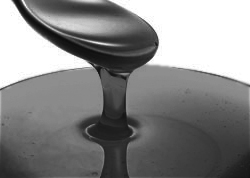
液状の歴青

歴青、瀝青（れきせい）は、天然または人工の炭化水素からなる化合物、またはその化合物および混合物で、非金属誘導体などの混合物の一般的総称。ビチューメン（ビチューム、ビチウメン、Bitumen）、チャン (chian turpentine) とも呼ぶ。
天然アスファルト・コールタール・石油アスファルト・ピッチなどの種類があり、二硫化炭素 (CS2) に溶ける特性がある。

## 製品
歴青材
石油の蒸留残留物のアスファルトや、石油から得られるコールタールやピッチ、石油由来の乳剤で、道路舗装用材料・防水剤・防腐剤・接着剤などに用いる。
歴青油
原油・天然アスファルト。